# Amparoa
Amparoa là một chi thực vật có hoa trong họ Orchidaceae.